# Bayambang
Bayambang è una municipalità di prima classe delle Filippine, situata nella Provincia di Pangasinan, nella regione di Ilocos.
Bayambang è formata da 77 baranggay:
- Alinggan
- Amamperez
- Amancosiling Norte
- Amancosiling Sur
- Ambayat I
- Ambayat II
- Apalen
- Asin
- Ataynan
- Bacnono
- Balaybuaya
- Banaban
- Bani
- Batangcawa
- Beleng
- Bical Norte
- Bical Sur
- Bongato East
- Bongato West
- Buayaen
- Buenlag 1st
- Buenlag 2nd
- Cadre Site
- Carungay
- Caturay
- Darawey (Tangal)

- Duera
- Dusoc
- Hermoza
- Idong
- Inanlorenzana
- Inirangan
- Iton
- Langiran
- Ligue
- M. H. del Pilar
- Macayocayo
- Magsaysay
- Maigpa
- Malimpec
- Malioer
- Managos
- Manambong Norte
- Manambong Parte
- Manambong Sur
- Mangayao
- Nalsian Norte
- Nalsian Sur
- Pangdel
- Pantol
- Paragos
- Poblacion Sur

- Pugo
- Reynado
- San Gabriel 1st
- San Gabriel 2nd
- San Vicente
- Sangcagulis
- Sanlibo
- Sapang
- Tamaro
- Tambac
- Tampog
- Tanolong
- Tatarao
- Telbang
- Tococ East
- Tococ West
- Warding
- Wawa
- Zone I (Pob.)
- Zone II (Pob.)
- Zone III (Pob.)
- Zone IV (Pob.)
- Zone V (Pob.)
- Zone VI (Pob.)
- Zone VII (Pob.)